# Hitler: The Rise of Evil
Hitler: The Rise of Evil é uma minissérie de TV canadense de dois episódios, dirigida por Christian Duguay e produzida pela Alliance Atlantis e lançada em maio de 2003, pela CBS, e foi produzida pela Alliance Atlantis. Explora a ascensão de Adolf Hitler e sua consolidação inicial do poder durante os anos que se seguiram à Primeira Guerra Mundial e se concentra em como o estado amargurado, politicamente fragmentado e economicamente golpeado da sociedade alemã após a guerra fez essa ascensão possível. O filme também se concentra na influência de Ernst Hanfstaengl sobre a ascensão de Hitler ao poder. A minissérie, que estreou simultaneamente em maio de 2003 na CBC no Canadá e na CBS nos Estados Unidos, recebeu dois prêmios Emmy, para direção de arte e edição de som, enquanto O'Toole foi nomeado para Melhor Ator Coadjuvante.
A subtrama do filme segue as lutas de Fritz Gerlich, um jornalista alemão que se opõe ao crescente Partido Nazista. Ele é retratado para cumprir a essência da citação atribuída a Edmund Burke, que é exibida no início e no final do filme:
"A única coisa necessária para o triunfo do mal é que homens bons não façam nada."

## Sinopse
A abertura do filme apresenta uma montagem da vida de Adolf Hitler durante os anos 1899-1914, quando ele saiu da Áustria para Munique. Sua participação na Primeira Guerra Mundial no lado alemão é então mostrada em uma série de episódios que inclui sua promoção ao cabo, a concessão da Cruz de Ferro pela bravura e sua cegueira durante um ataque de gás.
Hitler retorna a uma revolucionária Munique em 1919 e, ainda empregado pelo exército, é designado para relatar os partidos políticos recém-formados na cidade. Depois de participar de uma reunião do Partido dos Trabalhadores Alemães, ele é recrutado pelo líder do partido, Anton Drexler, para organizar suas atividades de propaganda e dar discursos cada vez mais populares que abordam os temas que a Alemanha foi traída pelos líderes que se renderam no último guerra, e que comunistas e judeus estão minando o espírito alemão de dentro. Depois de conhecer o rico editor de arte Ernst Hanfstaengl, Hitler é encorajado a refinar sua imagem e criar um símbolo para o partido — o que ele faz, adotando a Suástica. Hanfstaengl também coloca Hitler em contato com a elite da cidade, incluindo o herói da guerra Hermann Göring e o militante Ernst Röhm, eventual organizador da SA. Em 1921, Hitler força Drexler a renunciar e assume o comando do renomeado Partido Nacional Socialista dos Trabalhadores Alemães.
Em 1923, o ministro da Baviera, Gustav von Kahr, exortado por seu escritor de discursos, o jornalista Fritz Gerlich, tenta enganar Hitler, convencendo-o de que está se preparando para organizar um golpe militar contra o governo nacional em Berlim e que Hitler deve permanecer silencioso ou então o partido dele não pode fazer parte disso. Ao saber que o golpe proposto é meramente uma artimanha, Hitler confronta Kahr sob uma arma e convence ele e seus associados em apoiar seu próprio plano para um golpe de Estado. Röhm e a SA planejam assumir o quartel militar em preparação para uma marcha em Berlim, mas a tentativa de golpe é rapidamente esmagada. Hitler se refugia na casa de Hanfstaengl, quase recorrendo ao suicídio antes que a esposa de Ernst tirar a arma de sua mão.
Retirado pelas autoridades e julgado por traição, Hitler consegue usar o julgamento em sua vantagem, conquistando a audiência e o juiz com uma atuação teatral no tribunal. Consequentemente, ele recebeu uma sentença indulgente na prisão de Landsberg, durante a qual ele escreve suas memórias (mais tarde, publicado como Mein Kampf). Em 1925, Hitler vai ao campo para se refugiar da política e é acompanhado por sua meia-irmã mais velha, Angela, e sua filha Geli Raubal. Quando ele retorna a Munique, Hitler leva Geli com ele, mas, perturbada pelo controle dominante de sua vida, ela mais tarde cometeu suicídio.
Evitando a revolução, Hitler agora exige que o partido siga um curso democrático para o poder. Esta declaração coloca-o em conflito com Röhm, mas a demanda de Hitler para a subordinação completa do partido a si mesmo, enquanto Führer (Líder) ganha a aprovação da maioria dos outros, incluindo um jovem agitador impressionável chamado Joseph Goebbels. Durante o final da década de 1920, a sorte política do partido melhora, com os nacional-socialistas ganhando cada vez mais assentos no Reichstag com cada eleição. Alarmado com a crescente popularidade do partido, Gerlich continua a escrever artigos em oposição a Hitler e, quando o editor do jornal o demite, cria seu próprio jornal.
Em 1932, Hitler se torna um cidadão alemão e corre para presidente contra o titular, Paul von Hindenburg. Embora não tenha tido sucesso, o partido tornou-se o maior do Reichstag, o que encoraja Hitler a exigir que ele seja feito Chanceler da Alemanha. Embora Hindenburg despreze Hitler, o ex-chanceler Franz von Papen ajuda a conseguir isso em 1933. Posteriormente, o edifício do Reichstag é incendiado, alegadamente por um comunista, e Hitler usa o incidente para que o parlamento lhe atribua poderes ditatoriais, que incluem a suspensão de liberdades civis e supressão da imprensa. Como consequência, o jornal de Gerlich é encerrado e ele é preso pela SA e enviado para um campo de concentração.
A Alemanha agora se torna um estado policial e Hitler esmaga todos os seus adversários, tanto dentro como fora do partido. Röhm é baleado e a SA é absorvida pelo exército alemão. Após a morte de Hindenburg, em agosto de 1934, Hitler combina o cargo de presidente e chanceler em um — tornando-se o governante absoluto do país.

## Elenco
| - Robert Carlyle como Adolf Hitler - Stockard Channing como Klara Hitler - Jena Malone como Geli Raubal - Julianna Margulies como Helene Hanfstaengl - Matthew Modine como Fritz Gerlich - Liev Schreiber como Ernst Hanfstaengl - Peter Stormare como Ernst Röhm - Friedrich von Thun como Erich Ludendorff | - Peter O'Toole como Paul von Hindenburg - Zoe Telford como Eva Braun - Terence Harvey como Gustav Ritter von Kahr - Justin Salinger como Dr. Joseph Goebbels - Chris Larkin como Hermann Göring - James Babson como Rudolf Hess - Patricia Netzer como Sophie Gerlich - Harvey Friedman como Friedrich Hollaender | - Nicole Marischka como Blandine Ebinger - Julie-Ann Hassett como Angela Hitler - Thomas Sangster como Hitler (10 anos) - Simon Sullivan como Hitler (17 anos) - Robert Glenister como Anton Drexler - Brendan Hughes como Hugo Gutmann - Ian Hogg como Alois Hitler |

## Recepção pela crítica
A série teve críticas variadas, mas recebeu Emmy de direção de arte e edição de som, além de ser nomeado para o Emmy de melhor minissérie.
O jornal The New York Times disse que se preocuparam tanto com o bom gosto e a responsabilidade, que roubaram do filme o suspense, o drama e a paixão, mas as atuações de Peter O'Toole, Julianna Margulies e Liev Schreiber foram elogiadas.
O crítico estadunidense David Wiegan, do jornal San Francisco Chronicle, fez uma crítica positiva e definiu a atuação de Robert Carlyle como "brilhante". Por sua vez, o semanário Entertainment Weekly definiu a série como "cambaleante" e "pobremente organizada".

## Controvérsia
Ed Gernon, o produtor executivo, comparou o clima de medo que levou à ascensão do nazismo à guerra contra o terrorismo.
Trata-se basicamente de uma nação inteira dominada pelo medo, que, em última instância, escolheu desistir de seus direitos civis e mergulhou todo o mundo na guerra. Não consigo pensar em um momento melhor para examinar essa história do que agora.— Ed Gernon
A empresa de produção Alliance Atlantis, onde trabalhou há mais de uma década, o demitiu por essa comparação. A CBS disse que suas "opiniões pessoais não são compartilhadas pela CBS e deturpam a motivação da rede para transmitir esse filme". [carece de fontes?]
Associados afirmaram que a CBS foi convidada a agir por um artigo do New York Post que alegou que o comentário era um sinal do antiamericanismo de Hollywood e afirmou que Gernon havia dito que o presidente George W. Bush deveria ser examinado "através do prisma do psicopata da Alemanha".

## Imprecisões históricas
O médico de Klara Hitler, Dr. Eduard Bloch (que a diagnosticou com câncer de mama) é retratado como um judeu Haredi. Na realidade, como a maioria dos judeus em Linz na época, Bloch foi totalmente assimilado na sociedade austro-húngara.[carece de fontes?]
Ao caminhar por Viena, Hitler passa uma pensão surrada que está oferecendo seus quartos em alemão e inglês, obviamente para que o público de televisão de língua inglesa possa entender.
Hitler é mostrado como fugindo de Viena em um trem com destino a Munique em maio de 1914. Na realidade, o tempo de partida de Hitler contra o Império Austro-Húngaro para a Alemanha foi exatamente um ano antes, em maio de 1913.
No início da Primeira Guerra Mundial, em 1 de agosto, um jornaleiro que vende uma edição especial anuncia "O assassinato do arquiduque Francisco Fernando da Áustria-Hungria leva à guerra". Durante esta cena, uma estátua do Kaiser Guilherme II pode ser vista em segundo plano (a mesma estátua é mais tarde decapitada pelos revolucionários comunistas quando Hitler retorna a Munique após a guerra). Na verdade, não havia nenhuma estátua de Guilherme II na capital da Baviera, uma região cujos habitantes abrigavam profundos ressentimentos contra tudo e qualquer um que se sentia "prussiano". [carece de fontes?]
Uma cena mostra que Hitler chicoteou um cachorro durante seu tempo nas trincheiras. Esta cena foi criticada pelos historiadores, e não há fontes que afirmem que Hitler já bateu qualquer animal. A maioria das pesquisas mostra o contrário: Hitler era um amante dos animais (como mostra seu gosto por seu cachorro Blondi) e o Terceiro Reich tinha as primeiras leis de proteção animal no mundo.[carece de fontes?]
Hitler foi premiado com a Cruz de Ferro por repetidos atos de bravura no serviço de linha de frente, e não pelas razões políticas cínicas dadas no filme (embora o historiador Thomas Weber, escrevendo alguns anos após a série, afirma que era principalmente por sua proximidade com o comando do regimento e que ele realmente gastou a guerra em conforto e segurança relativamente como um regimental, em vez de um batalhão, corredor, embora este detalhe não fosse conhecido no momento em que a série foi feita.)[carece de fontes?] Além disso, há vários problemas com prêmios militares. Por exemplo, Erich Ludendorff é exibido usando uma Estrela da Grande Cruz da Cruz de Ferro. Esta medalha exclusiva foi premiada apenas duas vezes, e Ludendorff não foi um destinatário.
Enquanto Hitler está se recuperando de intoxicação por gás mostarda em um hospital militar alemão, um médico anuncia a "rendição" alemã. Na verdade, a guerra não foi encerrada por uma rendição, mas por um armistício. Em qualquer caso, a abdicação do Kaiser e o início da revolução em Berlim (ambos no dia 9 de novembro, dois dias antes) teriam sido notícias muito maiores e muito mais importantes para o povo alemão na época, já que o armistício já era esperado desde outubro.
Fritz Gerlich e Friedrich Hollaender são convidados a visitar o Teatro Tingel-Tangel'Texto em itálico em Munique em 1920. O verdadeiro Tingel-Tangel-Theater foi aberto em Berlim apenas em 1931.
O Partido Nazista é retratado como repetidamente desencadeando novas eleições, boicotando sessões do Reichstag, enquanto que, na realidade, repetidas eleições antecipadas foram causadas por votos de não confiança que repetidamente derrubaram os governos. Esses votos foram geralmente apoiados pelos nazistas, mas geralmente também por outros partidos extremistas, como os comunistas.
Anton Drexler é representado sem óculos ou bigode; na verdade, ele tinha ambos. Ironicamente, Gottfried Feder é mostrado usando óculos quando, na realidade, ele não o fez. Feder também é mostrado sem um bigode, na realidade, ele tinha um bigode. [carece de fontes?] Ernst Röhm também é retratado como alto, decentemente magro e sem bigode; na realidade, ele era curto em altura, um pouco forte e tinha um bigode.
Na cena em que Hitler coloca para uma fotografia, a foto de Mussoloni no jornal mostrado foi tirada em Munique em 1937.
Uma cena descreve Feder dando um discurso em uma cervejaria defendendo a separação da Baviera católica do resto da Alemanha. Na realidade, ele disse que o estado alemão da Baviera e a Áustria deveriam anexar juntos para formar uma nação separada da Alemanha.[carece de fontes?]
A sobrinha de Hitler, Geli, se mostra suicida na noite da eleição de 1930, mas na realidade morreu mais de um ano após esse evento.
Hitler está implícito em ter cometido atos sexuais com Geli devido a uma obsessão com ela. Isso é incerto; no entanto, Konrad Heiden escreveu que Hitler compôs uma carta a Geli em 1929, expressando desejos gráficos, mas nunca foi enviada. Além disso, William L. Shirer informou que os aliados então próximos de Hitler depois lhe disseram que tinham certeza de que Hitler estava apaixonado por Geli.
Além disso, Ludendorff é visto em uniforme militar completo ao marchar em direção a Odeonsplatz no segundo dia do Putsch da Cervejaria. Na realidade, ele usava roupas civis, como Hitler.
O lugar onde o choque dos nazistas "marchando para Berlim" com a polícia bávara foi filmado não tem nenhuma semelhança com a Odeonsplatz em Munique, onde ocorreu o choque real. Odeonsplatz ainda parece muito como fez naquela época e não se sabe por que esse confronto não foi filmado lá.
Outras imprecisões incluem:
1. Hermann Göring e Joseph Goebbels são personagens menores da história e, portanto, suas contribuições para o sucesso de Hitler são, em sua maioria, não examinadas.[carece de fontes?]
2. Ernst Hanfstaengl tem um papel proeminente, enquanto outras figuras nazistas como Heinrich Himmler, Reinhard Heydrich e Albert Speer não são retratadas.
3. Erich Ludendorff é retratado no filme como um velho ignorante e fátuo, com quem Hitler cortou os laços. No entanto, de acordo com Ascensão e Queda do Terceiro Reich William L. Shirer, Ludendorff abandonou Hitler, mesmo se recusando a aceitar o bastão de um marechal de campo.[carece de fontes?]
4. O papel de Kurt von Schleicher na ascensão de Hitler ao poder é largamente ignorado. Gregor Strasser, o concorrente de Hitler, também não foi retratado com muita importância.[carece de fontes?]
5. Dietrich Eckart foi uma enorme influência sobre Hitler até o putsch da cervejaria de 1923. Hitler dedicou o segundo volume de Mein Kampf a Eckart. Ele não é retratado ou mencionado no filme.[carece de fontes?]

## Prêmios e Indicações

### Prêmios
Primetime Emmy
- Melhor direção de arte para minissérie, filme ou especial: 2003
- Melhor edição de som para minissérie, filme ou especial: 2003

### Indicações
Primetime Emmy
- Melhor minisérie: 2003
- Melhor ator coadjuvante para minissérie ou filme: Peter O'Toole - 2003
- Melhor figurino para minissérie, filme ou especial: 2003
- Melhor fotografia para minissérie, filme ou especial: 2003